# Tanzkarte

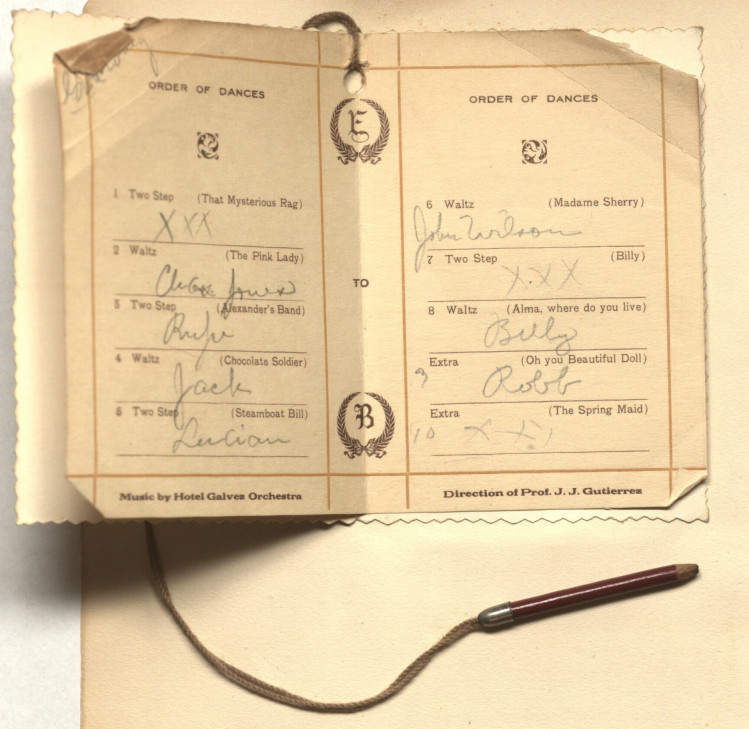
Tanzkarte aus dem Jahr 1912

Eine Tanzkarte ist eine Karte, auf der die Besucherin eines formellen Tanzballs ihre Tanzpartner für die einzelnen Tänze des Abends eintragen kann. Die verzierten Karten werden vom Gastgeber oder Sponsor der Veranstaltung speziell für diesen Anlass hergestellt und den Damen am Eingang – in der Regel zusammen mit einer Damenspende – überreicht.

## Aussehen
Die klassische Tanzkarte weist das Format einer Grußkarte auf. Die Außenseite ist verziert, meist mit Insignien des Gastgebers oder Logo des Sponsors. Auf der Innenseite findet sich eine Auflistung aller Musikstücke des Abends mit den Angaben Tanz, Titel und Komponist und jeweils einer freien Fläche, in die sich die Tanzpartner der Dame eintragen.

## Geschichte

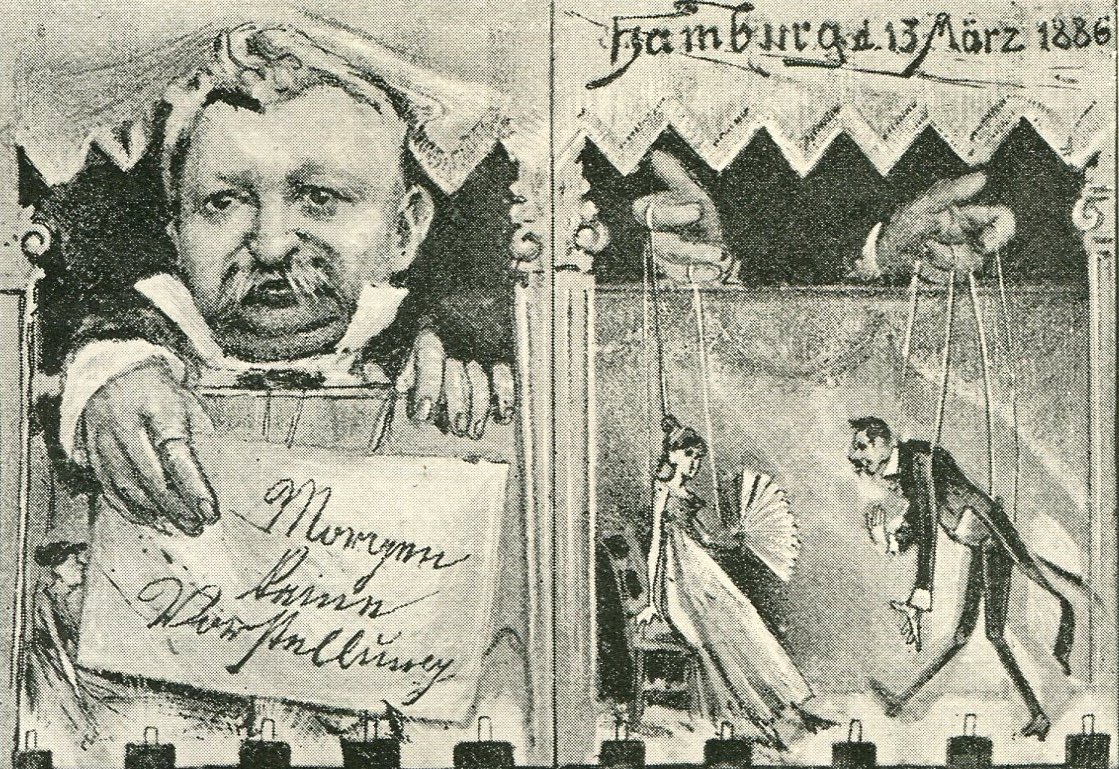
Paul Düyffcke – Tanzkarte von 1886 aus Hamburg

Tanzkarten sind anscheinend im 18. Jahrhundert entstanden und erfreuten sich auf den Bällen des 19. Jahrhunderts bis hinein ins 20. Jahrhundert, insbesondere den Faschingsbällen in Wien, großer Beliebtheit. Seitdem ist, mit der Änderung des Zweckes der Ballspende, die Bedeutung der Tanzkarte verloren gegangen.